# Victoria (Sejšeli)
Victoria je glavni grad Sejšela, a nalazi se na sjeveroistočnoj strani otoka Mahe. Broj stanovnika 1997. je bio 24 701. Iako ima samo 23 000 stanovnika, u njemu se nalazi trećina otočnog stanovništva. Prvo je ustanovljen kao središte britanske kolonijalne vlasti. Glavni izvozni proizvodi Victorije su vanilija, kokos, kokosovo ulje, kornjačin oklop, sapun i guano. Turističke atrakcije u gradu uključuju satni toranj izgrađen po uzoru na Most Vauxhall u Londonu, Sudnicu, Victorijine botaničke vrtove, Victorijin Nacionalni povijesni muzej, Victorijin Prirodoslovni muzej i Sir Selwyn tržnicu. U gradu se nalazi i nacionalni stadion (Stade Linité) i politehnički institut, dok unutrašnja luka leži istočno od grada oko koje se nalazi tunolovna, ribarska i industrija konzervi. Grad je s ostatkom svijeta spojen i preko Međunarodnog aerodroma Sychelles, dovršenog 1971. Veliki most u Victoriji uništen je prilikom potresa u Indijskom oceanu 2004.